# Борейко Валентин Васильович
Борейко Валентин Васильович (7 жовтня 1933 — 27 грудня 2012) — російський академічний веслувальник.
Олімпійський чемпіон 1960 року в складі розпашної двійки без стернового, учасник 1964 року.
Срібний призер Чемпіонату світу 1962 року в складі розпашної двійки без стернового.
Срібний призер Чемпіонату Європи 1959 року в складі розпашної двійки без стернового.